# Județul Argeș
Argeș este un județ în regiunea Muntenia din România. Denumirea județului vine de la numele râului Argeș (în vechime numit Ordesos/Argesis). Județul a fost înființat în 1968, și avea la acel moment o suprafață de peste 6 800 km pătrați.   Prima  referire la regiunea județului Argeș a consemnată în Documenta  Romaniae  Historica, Țara  Românească,  Volumul  I (pagina 5012) unde se menționează „Lanjești din Arghis”. Documentul datează din 12 august 1437. Teritoriul actualului județ Argeș coincide în mare parte cu teritoriul județelor interbelice, respectiv antebelice, Argeș și Muscel.

## Populație
Județul Argeș - evoluția demografică

Date: Recensăminte sau birourile de statistică - grafică realizată de Wikipedia

## Politică și administrație
Județul Argeș este administrat de un consiliu județean format din 34 consilieri. În urma alegerilor locale din 2024, consiliul este prezidat de Ion Mînzînă de la PSD, iar componența politică a Consiliului este următoarea:
|  | Partid                          | Consilieri | Componența Consiliului | Componența Consiliului | Componența Consiliului | Componența Consiliului | Componența Consiliului | Componența Consiliului | Componența Consiliului | Componența Consiliului | Componența Consiliului | Componența Consiliului | Componența Consiliului | Componența Consiliului | Componența Consiliului | Componența Consiliului | Componența Consiliului | Componența Consiliului |
|  | ------------------------------- | ---------- | ---------------------- | ---------------------- | ---------------------- | ---------------------- | ---------------------- | ---------------------- | ---------------------- | ---------------------- | ---------------------- | ---------------------- | ---------------------- | ---------------------- | ---------------------- | ---------------------- | ---------------------- | ---------------------- |
|  | Partidul Social Democrat        | 16         |                        |                        |                        |                        |                        |                        |                        |                        |                        |                        |                        |                        |                        |                        |                        |                        |
|  | Partidul Național Liberal       | 8          |                        |                        |                        |                        |                        |                        |                        |                        |                        |                        |                        |                        |                        |                        |                        |                        |
|  | Alianța Dreapta Unită           | 5          |                        |                        |                        |                        |                        |                        |                        |                        |                        |                        |                        |                        |                        |                        |                        |                        |
|  | Alianța pentru Unirea Românilor | 5          |                        |                        |                        |                        |                        |                        |                        |                        |                        |                        |                        |                        |                        |                        |                        |                        |

## Diviziuni administrative
Județul este format din 102 unități administrativ-teritoriale: 3 municipii, 4 orașe și 95 de comune.
Lista de mai jos conține unitățile administrativ-teritoriale din județul Argeș.
| Stemă              | Nume                | Tip de localitate            | Populație          | Imagine            |
| Municipii și orașe | Municipii și orașe  | Municipii și orașe           | Municipii și orașe | Municipii și orașe |
| ------------------ | ------------------- | ---------------------------- | ------------------ | ------------------ |
|                    | Curtea de Argeș     | municipiu                    | 27.359             |                    |
|                    | Câmpulung           | municipiu                    | 31.767             |                    |
|                    | Pitești             | municipiu reședință de județ | 155.383            |                    |
|                    | Costești            | oraș                         | 10.375             |                    |
|                    | Mioveni             | oraș                         | 31.998             |                    |
|                    | Topoloveni          | oraș                         | 10.219             |                    |
|                    | Ștefănești          | oraș                         | 14.541             |                    |
| Comune             |                     |                              |                    |                    |
|                    | Albeștii de Argeș   | comună                       | 5.456              |                    |
|                    | Albeștii de Muscel  | comună                       | 1.578              |                    |
|                    | Albota              | comună                       | 3.842              |                    |
|                    | Aninoasa            | comună                       | 3.299              |                    |
|                    | Arefu               | comună                       | 2.405              |                    |
|                    | Bascov              | comună                       | 10.218             |                    |
|                    | Beleți-Negrești     | comună                       | 1.941              |                    |
|                    | Berevoești          | comună                       | 3.372              |                    |
|                    | Bogați              | comună                       | 4.636              |                    |
|                    | Boteni              | comună                       | 2.495              |                    |
|                    | Boțești             | comună                       | 1.207              |                    |
|                    | Bradu               | comună                       | 7.130              |                    |
|                    | Brăduleț            | comună                       | 1.867              |                    |
|                    | Budeasa             | comună                       | 4.004              |                    |
|                    | Bughea de Jos       | comună                       | 2.862              |                    |
|                    | Bughea de Sus       | comună                       | 2.997              |                    |
|                    | Buzoești            | comună                       | 5.975              |                    |
|                    | Bârla               | comună                       | 5.142              |                    |
|                    | Băbana              | comună                       | 2.820              |                    |
|                    | Băiculești          | comună                       | 5.826              |                    |
|                    | Bălilești           | comună                       | 4.105              |                    |
|                    | Cepari              | comună                       | 2.289              |                    |
|                    | Cetățeni            | comună                       | 3.057              |                    |
|                    | Cicănești           | comună                       | 2.107              |                    |
|                    | Ciofrângeni         | comună                       | 2.326              |                    |
|                    | Ciomăgești          | comună                       | 1.172              |                    |
|                    | Cocu                | comună                       | 2.420              |                    |
|                    | Corbeni             | comună                       | 5.384              |                    |
|                    | Corbi               | comună                       | 3.784              |                    |
|                    | Cotmeana            | comună                       | 2.148              |                    |
|                    | Coșești             | comună                       | 5.358              |                    |
|                    | Cuca                | comună                       | 2.108              |                    |
|                    | Căldăraru           | comună                       | 2.562              |                    |
|                    | Călinești           | comună                       | 10.872             |                    |
|                    | Căteasca            | comună                       | 4.006              |                    |
|                    | Davidești           | comună                       | 3.111              |                    |
|                    | Dobrești            | comună                       | 1.808              |                    |
|                    | Domnești            | comună                       | 3.201              |                    |
|                    | Dragoslavele        | comună                       | 2.613              |                    |
|                    | Drăganu             | comună                       | 2.026              |                    |
|                    | Dâmbovicioara       | comună                       | 943                |                    |
|                    | Dârmănești          | comună                       | 3.513              |                    |
|                    | Godeni              | comună                       | 3.037              |                    |
|                    | Hârsești            | comună                       | 2.480              |                    |
|                    | Hârtiești           | comună                       | 2.165              |                    |
|                    | Izvoru              | comună                       | 2.292              |                    |
|                    | Leordeni            | comună                       | 5.994              |                    |
|                    | Lerești             | comună                       | 4.632              |                    |
|                    | Lunca Corbului      | comună                       | 2.954              |                    |
|                    | Merișani            | comună                       | 4.569              |                    |
|                    | Micești             | comună                       | 4.388              |                    |
|                    | Mihăești            | comună                       | 5.909              |                    |
|                    | Mioarele            | comună                       | 1.624              |                    |
|                    | Miroși              | comună                       | 2.544              |                    |
|                    | Morărești           | comună                       | 2.105              |                    |
|                    | Mozăceni            | comună                       | 2.242              |                    |
|                    | Moșoaia             | comună                       | 5.693              |                    |
|                    | Mușătești           | comună                       | 3.870              |                    |
|                    | Mălureni            | comună                       | 4.825              |                    |
|                    | Mărăcineni          | comună                       | 5.193              |                    |
|                    | Negrași             | comună                       | 2.387              |                    |
|                    | Nucșoara            | comună                       | 1.442              |                    |
|                    | Oarja               | comună                       | 2.948              |                    |
|                    | Pietroșani          | comună                       | 5.702              |                    |
|                    | Poiana Lacului      | comună                       | 6.642              |                    |
|                    | Poienarii de Argeș  | comună                       | 1.117              |                    |
|                    | Poienarii de Muscel | comună                       | 3.299              |                    |
|                    | Popești             | comună                       | 2.191              |                    |
|                    | Priboieni           | comună                       | 3.549              |                    |
|                    | Recea               | comună                       | 2.992              |                    |
|                    | Rociu               | comună                       | 2.673              |                    |
|                    | Rucăr               | comună                       | 5.752              |                    |
|                    | Râca                | comună                       | 1.271              |                    |
|                    | Rătești             | comună                       | 3.166              |                    |
|                    | Schitu Golești      | comună                       | 4.679              |                    |
|                    | Slobozia            | comună                       | 4.619              |                    |
|                    | Stoenești           | comună                       | 4.379              |                    |
|                    | Stolnici            | comună                       | 3.382              |                    |
|                    | Stâlpeni            | comună                       | 4.868              |                    |
|                    | Suseni              | comună                       | 3.467              |                    |
|                    | Sălătrucu           | comună                       | 2.220              |                    |
|                    | Săpata              | comună                       | 1.782              |                    |
|                    | Teiu                | comună                       | 1.594              |                    |
|                    | Tigveni             | comună                       | 3.444              |                    |
|                    | Uda                 | comună                       | 2.174              |                    |
|                    | Ungheni             | comună                       | 3.187              |                    |
|                    | Valea Danului       | comună                       | 2.802              |                    |
|                    | Valea Iașului       | comună                       | 2.533              |                    |
|                    | Valea Mare Pravăț   | comună                       | 4.066              |                    |
|                    | Vedea               | comună                       | 4.041              |                    |
|                    | Vlădești            | comună                       | 3.092              |                    |
|                    | Vulturești          | comună                       | 2.887              |                    |
|                    | Ștefan cel Mare     | comună                       | 2.443              |                    |
|                    | Șuici               | comună                       | 2.561              |                    |
|                    | Țițești             | comună                       | 4.937              |                    |